# Nico Pandiani
Jorge Nicolás Pandiani Quaglia, detto Nico (Montevideo, 10 aprile 1994), è un calciatore uruguaiano, difensore del San Teodoro-Porto Rotondo.

## Biografia
È il figlio di Walter Pandiani, anch'egli ex calciatore.

## Carriera
Ha giocato nella massima serie dei campionati uruguaiano e maltese.